# 페어월 인터내셔널 센터
페어월 인터내셔널 센터는 중국 샤먼에 취소된 마천루로 현재는 339m 높이의 샤먼 인터내셔널 센터로 변경되었다.